# So Far So Good (album av The Chainsmokers)
So Far So Good är det fjärde studioalbumet av den amerikanska DJ-duon The Chainsmokers. Albumet släpptes den 13 maj 2022 och föregicks av tre singlar; High, iPad och Riptide. Albumet förlängdes med ytterligare tre låtar efter dess släpp, The Fall, Why Can't You Wait och Time Bomb, släppta en i taget. 
Albumet är duons första studioalbum, åtminstone i dess standardutgåva, att inte innehålla några samarbeten med andra artister. Däremot är inte det fallet för dess förlängda version.

## Bakgrund[2]
Innan albumets släpp hade duon varit på paus mellan 2020 och 2022. I samband med pausens början, och även efter dess slut, uttryckte bandet hur tufft deras livsstil hade varit ett tag, samt hur hårt deras metod att släppa deras tidigare två album hade tagit på dem. Bandets andra album Sick Boy samt deras tredje album World War Joy släpptes en singel i taget, en varje månad under 2018 respektive 2019. Pausen blev därför ett sätt för duon att slappna av och tänka på sig själva, medan de i sin egen takt utvecklade deras fjärde album.
Albumets första singel High släpptes den 28 januari 2022. 
Den andra singeln iPad släpptes den 11 mars.
Albumets tredje singel Riptide släpptes den 22 april. Duon skrev även ut på sin Twitter att de hade skrivit refrängen ihop med Chris Martin, frontman i Coldplay.
The Fall tillsammans med duon Ship Wrek, den första singeln från den utökade utgåvan av So Far So Good, släpptes den 10 juni. Den följdes sedan av Why Can't You Wait, ett samarbete med duon Bob Moses som släpptes den 1 juli, samt Time Bomb den 22 juli. Den sistnämnda innehåller ett okrediterat samarbete med sångerskan Chloe George.

## Låtlista[7]
| 1.           | Riptide                     | 2:51  |
| 2.           | High                        | 2:55  |
| 3.           | iPad                        | 3:22  |
| 4.           | Maradona                    | 3:43  |
| 5.           | Solo Mission                | 4:25  |
| 6.           | Something Different         | 2:34  |
| 7.           | I Love U                    | 3:05  |
| 8.           | If You're Serious           | 3:44  |
| 9.           | Channel 1                   | 3:19  |
| 10.          | Testing                     | 3:39  |
| 11.          | In Too Deep                 | 3:14  |
| 12.          | I Hope You Change Your Mind | 3:24  |
| 13.          | Cyanide                     | 4:33  |
| Total längd: | Total längd:                | 44:54 |

| 14.          | Time Bomb                          | 3:23  |
| 15.          | The Fall (med Ship Wrek)           | 3:16  |
| 16.          | Why Can't You Wait (med Bob Moses) | 3:49  |
| Total längd: | Total längd:                       | 55:23 |

## So Far So Good (lofi remixes)[8]
So Far So Good (lofi remixes) är det första remixalbumet av The Chainsmokers. Albumet innehåller versioner alla låtar på standardutgåvan av So Far So Good, nu omgjorda till genren lo-fi.
| 1.           | Something Different - lofi remix         | 2:34  |
| 2.           | iPad - lofi remix                        | 2:21  |
| 3.           | I Love U - lofi remix                    | 2:32  |
| 4.           | I Hope You Change Your Mind - lofi remix | 3:15  |
| 5.           | In Too Deep - lofi remix                 | 2:50  |
| 6.           | Maradona - lofi remix                    | 2:08  |
| 7.           | Testing - lofi remix                     | 3:00  |
| 8.           | Channel 1 - lofi remix                   | 2:33  |
| 9.           | Riptide - lofi remix                     | 2:36  |
| 10.          | High - lofi remix                        | 2:52  |
| 11.          | If You're Serious - lofi remix           | 2:23  |
| 12.          | Solo Mission - lofi remix                | 2:29  |
| 13.          | Cyanide - lofi remix                     | 2:41  |
| Total längd: | Total längd:                             | 34:19 |